# Apicia lacteata
Apicia lacteata là một loài bướm đêm trong họ Geometridae.